# ادو گاسپار
ادواردو سزار Daude گاسپار (به پرتغالی: Eduardo César Daude Gaspar) هافبک اهل برزیل است که در شهر سائوپائولو و در تاریخ به دنیا آمده‌است.
ادو در تیم‌های فوتبال کورینتیانس، آرسنال،والنسیا، کورینتیانس سابقهٔ حضور دارد. این بازیکن همچنین در سال ۲۰۰۴-۲۰۰۵، ۱۵ بار برای تیم ملی فوتبال برزیل به میدان رفته‌است 